# Río San Pedro (Potosí)
Der Río San Pedro ist ein Fluss in der Cordillera Central im östlichen Anden-Hochgebirge von Bolivien.

## Flusslauf
Der Río San Pedro hat eine Gesamtlänge von etwa 100 Kilometern. Er bildet sich in einer Höhe von 2735 m am Zusammenfluss von Río Sacani und Río Molino im Municipio San Pedro de Buena Vista in der Provinz Charcas im Norden des Departamento Potosí. Der Fluss fließt auf seiner gesamten Länge in weitgehend südöstlicher Richtung und vereinigt sich auf einer Höhe von 1659 m mit dem Río Caine zum Río Grande, einem Zufluss des Río Mamoré.